# 鶴咀海岸保護區

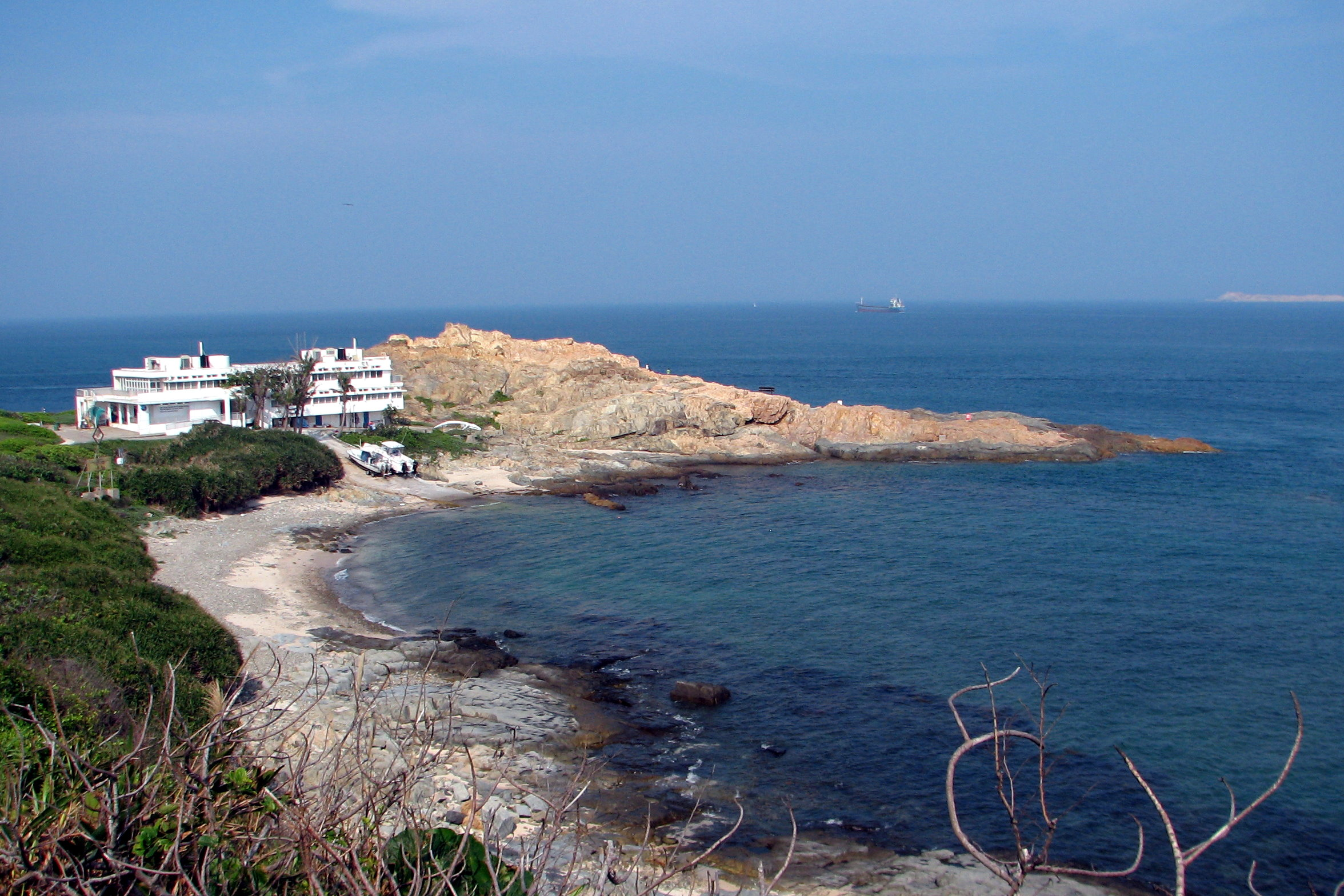
鶴咀海岸保護區

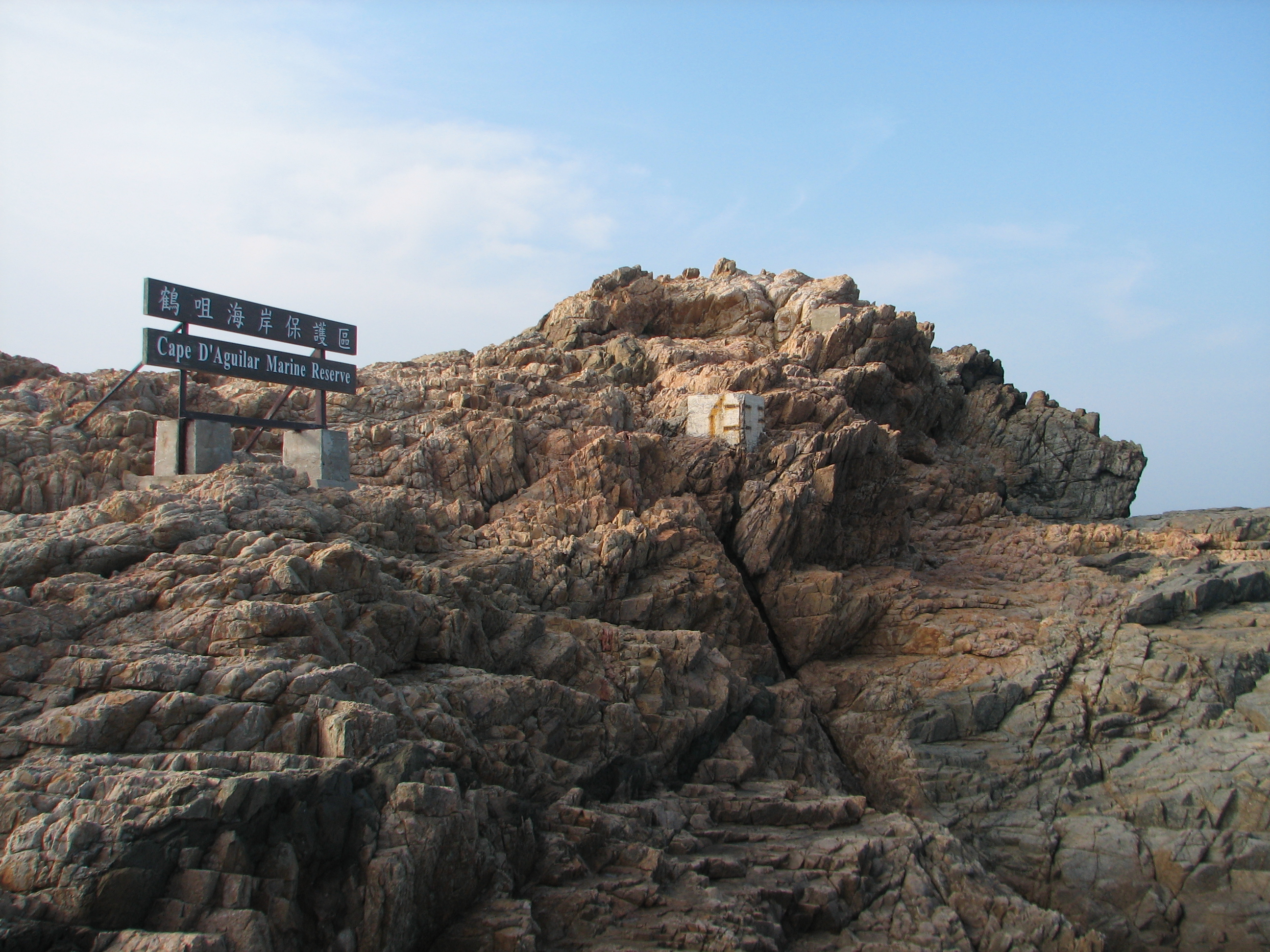
鶴咀海岸保護區

鶴咀海岸保護區（英語：Cape d'Aguilar Marine Reserve）劃定於1996年7月1日，是一個位於香港港島南區鶴咀半島南端鶴咀的海岸保護區，所佔海域面積約20公頃。該海岸保護區是香港現時唯一一個海岸保護區。保護區由漁農自然護理署管理，並由岸上的香港大學太古海洋科學研究所協助管理。
太古香港大學海洋科學研究所前方放置了一幅鯨魚骨，它是1955年在維港擱淺的雄性長鬚鯨的標本。
鶴咀海岸保護區範圍包括鶴咀半島的北部、東部及南部水域，也包括狗髀洲。保護區內有各種魚類，以及石珊瑚、軟珊瑚、柳珊瑚等海洋無脊椎動物，亦有多種不同的岩石，如凝灰岩、花崗閃長岩、流紋斑岩及玄武岩等。海岸保護區的成立是以保育海洋資源及科學研究以及教育市民愛護海洋資源為目標。由於市民不被鼓勵自行到鶴咀海岸保護區參觀鶴咀海岸保護區範圍內故此沒有提供任何公共衛生設施。
和其他香港海岸公園一樣，在海岸保護區內，除非獲得漁農自然護理署許可，否則任何人都不可以進行釣魚、採集生物、破壞岩石等活動。此外，海岸保護區更進一步禁止任何人士在區內游泳或潛水。
前往鶴咀海岸保護區的部分道路屬於發射站的禁區範圍，被當道阻礙進入，因此一般公眾不能隨意前往。但遠足人士從山路側邊繞道而行，就不受規管。
現時過多的遠足人士在海岸上行走及撿起岸邊小動物已經對當地的潮間帶環境帶來了負面影響，並且干擾了研究所在岸上的生態研究，遠足人士應當遵守遠足守則並且遠離水邊，保護當地生態。當看見其他遠足人士做出違法行為，理應勸阻他們。

## 外部連結
- 太古香港大學海洋科學研究所官方網站（页面存档备份，存于）
- 漁農自然護理署 鶴咀海岸保護區（页面存档备份，存于）
- 海岸公園及海岸保護區規例（香港法例第476A章） （页面存档备份，存于）